# 東北薩默塞特 (緬因州)
東北薩默塞特（英語：Northeast Somerset）是位於美國緬因州薩默塞特縣的一個未組織地區。

## 地方資料
東北薩默塞特的面積為1349.50平方千米，當中陸地面積為1256.90平方千米，而水域面積為1.90平方千米。根據2020年美國人口普查的數據，當地共有人口367人，而人口密度為每平方千米0.27人。